# Ernesto Maguengue

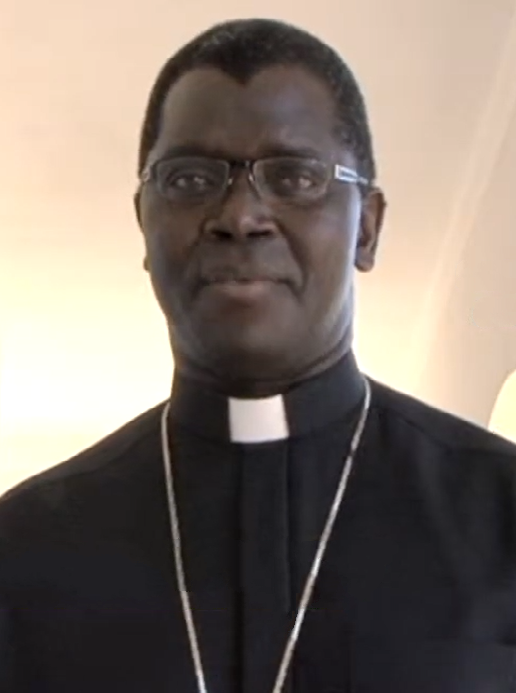
Ernesto Maguengue, 2015

Ernesto Maguengue (* 2. August 1964 in Chidenguele) ist ein mosambikanischer Geistlicher und römisch-katholischer Bischof von Inhambane.

## Leben
Der Erzbischof von Maputo, Alexandre José Maria Kardinal dos Santos OFM, weihte ihn am 14. Mai 1989 zum Priester. Danach war er als Pfarradministrator, Leiter des Sekretariats für Pastoral der Erzdiözese und Dozent am Philosophat tätig (1982–92). In der Folge studierte er von 1992 bis 1998 an der Päpstlichen Universität Gregoriana in Rom, wo er zum Doktor der Theologie promoviert wurde. 1999 wurde er zum stellvertretenden Rektor des Interdiözesanen Theologats Pius X. ernannt, das er seit 2000 als Rektor leitete. Außerdem unterrichtet er am Philosophat des Instituts Mãe da Africa.
Papst Johannes Paul II. ernannte ihn am 24. Juni 2004 zum Bischof von Pemba. Die Bischofsweihe spendete ihm der emeritierte Erzbischof von Maputo, Alexandre José Maria Kardinal dos Santos OFM, am 24. Oktober desselben Jahres; Mitkonsekratoren waren Francisco Chimoio OFMCap, Erzbischof von Maputo, und Júlio Duarte Langa, emeritierter Bischof von Xai-Xai. Die Amtseinführung im Bistum Pemba fand am 14. November desselben Jahres statt.
Am 27. Oktober 2012 trat er als Bischof von Pemba zurück. Papst Franziskus bestellte ihn am 6. August 2014 zum Weihbischof im Erzbistum Nampula. Mit dem Rücktritt Erzbischof Tomé Makhwelihas wurde er für die Zeit der Sedisvakanz zum Apostolischen Administrator des Erzbistums Nampula ernannt. Am 4. April 2022 ernannte ihn Papst Franziskus zum Bischof von Inhambane. Die Amtseinführung erfolgte am 29. Mai desselben Jahres.